# Retaule de Sant Ermengol
El Retaule de Sant Ermengol és un espectacle teatral amb text d'Esteve Albert i Corp, que es va començar a representar l'any 1957, on s'evoquen de manera plàstica diversos passatges de la vida de Sant Ermengol, bisbe urgel·lità als inicis de l'onzena centúria i patró de la ciutat. Es representa al claustre romànic de la Catedral de la Seu d'Urgell.
Espectacle de música, llum i color sobre les pedres mil·lenàries del recinte catedralici, protagonistes de l'obra, es reviuen fets i personatges íntimament vinculats a la gloriosa història de la Catalunya comtal que s'anava forjant.
Més d'un centenar d'urgellencs i urgellenques participen en la representació del Retaule, entre actors, tècnics, attrezzo, etc., el qual consta de nou quadres: el Mil·lenni, la Consagració, la Canònica, Cortiuda, el pagès sec, Llumeneres, seguici o enterrament, el Miracle de la Pluja i el quadre final. La música és una peça clau en aquest espectacle amb fragments de peces del Barroc i de cant gregorià, així com una interpretació cantada en directe per un dels actors, mentre que un narrador va donant pas als diferents quadres que s'escenifiquen.

## Història
L'any 1955 Esteve Albert va proposar de fer a La Seu d'Urgell un espectacle similar a El Pessebre vivent d'Engordany, cosa que va fructificar l'any següent en fer la primera lectura de l'obra, ja preparada, al col·legi La Salle. Els col·laboradors de Ràdio Joventut més tot de ciutadans van prendre la iniciativa d'escenificar-la. Destaca la figura del Dr. Josep Maria Llangort, alcalde de La Seu a l'època, i posterior primer president del Patronat del Retaule de Sant Ermengol. El Retaule ha tingut diverses èpoques d'inactivitat, representant-se entre el 1957 i el 1975, quan es va parar per la pròpia voluntat dels actors i del mateix Patronat. Es va reprendre el 1985 fins al 1995, per les obres a la catedral. I finalment es va tornar a començar el 2004.

## Desenvolupament de l'obra
Es representen 10 escenes.
- El terror de l'any 1000

Es representa el temor que hi havia pel canvi de mil·lenni. Ermengol, que era ardiaca de la Catedral, ofereix suport en la fe i l'esperança.
- Expedició a Còrdova

Pels voltants de l'any 1010, aprofitant la descomposició en curs del Califat de Còrdova, diversos comtes hi feien incursions. En una d'elles el comte d'Urgell i deixà la vida. Ermengol pren sota la seva protecció l'hereu, encara menor, del comtat.
- Consagració com a Bisbe d'Urgell

Es relata la cerimònia del seu nomenament, a conseqüència de la mort de l'anterior Bisbe, amb la presència dels notables de l'època.
- Constitució de la Canònica.

A partir de llavors els canonges de la catedral viuran en comú, separant clarament la seva organització de la pròpia del poble.
- Els drets sobre el poble de la Cortiuda

Es relata la defensa i resolució a favor dels drets de l'Església d'Urgell sobre aquest poble, enfront de les pretensions de l'abat d'Elins.
- El miracle del pagès cec

Per la intercessió d'Ermengol, un pagès cec recobra la vista, però aquest falta a la seva promesa de recompensa.
- Visita al poble de Llumeneres a Andorra

És un cant a les bondats del poblet, així com un repàs de fets del seu Bisbat.
- Seguici per a mort del bisbe

Es relata la mort del bisbe en les obres del pont de Bar, localitat urgellenca, i el posterior seguici durant el trasllat del cos.
- Miracle de la pluja

En època de sequera, les pregàries són escoltades en el moment en què raja sang de les ferides del seu front, a l’urna de les seves relíquies.
- Retaule final

La totalitat dels actors, acompanyats del Glòria, canten els goigs del Sant.